# A Midnight Bell (film 1913)
A Midnight Bell è un cortometraggio muto del 1913 diretto da Charles H. France. Prodotto dalla Selig Polyscope Company, il film aveva come interpreti Palmer Bowman, Thomas Commerford, Theodore Gamble, Carl Winterhoff.

## Trama
Nora Fairford, la maestra del villaggio, vive a pensione dalla vedova Gray. Un giorno incontra il giovane reverendo John Bradbury e fa con lui un pezzo di strada finché non incontrano Lizzie e Nora, le pettegole del posto. In paese c'è una festa a cui partecipano anche Dot, la sorella del ministro e il vecchio diacono, Lemuel Tidd.

Alla banca del villaggio, lavora come cassiere Stephen Larabee che ama, non riamato, Annie, la nipote della vedova Gray. Respinto dalla ragazza, Larabee, la notte della festa, va in banca dove apre la cassaforte con il duplicato della chiave che aveva dato a Ned, l'innamorato di Annie, e ruba parecchio denaro che nasconde nel cuscino della sua panca in chiesa. Il piccolo Martin Tripp, vedendo la porta della chiesa socchiusa, pensa che ci sia un fantasma e, per catturarlo, mette nella cella campanaria una trappola per orsi

La mattina dopo, Larabee finge grande sorpresa quando scopre l'ammanco dopo avere aperto la cassaforte con la chiave di Ned. Il poliziotto incaricato delle indagini è convinto che Ned sia innocente e che suo zio Olcott, il presidente della banca, faccia delle speculazioni. Ned, per coprire lo zio, proclama di essere lui il ladro ma il poliziotto, sempre convinto della sua innocenza, agevola la sua fuga. Il fuggitivo trova rifugia in chiesa, dove scopre Larabee che sta prendendo i soldi nascosti. Il diacono, che si trova nella cella campanaria, vede tutto ma non può intervenire perché ha fatto scattare lui la trappola per orsi. Suona perciò la torre campanaria che porta gli abitanti del villaggio alla chiesa. Larabee dichiara che ha sorpreso Ned con il denaro rubato ma, quando arriva il diacono, quest'ultimo racconta la verità, facendo finire in prigione il vero colpevole.

## Produzione
Il film fu prodotto dalla Selig Polyscope Company.

## Distribuzione
Distribuito dalla General Film Company, il film - un cortometraggio in due bobine - uscì nelle sale cinematografiche statunitensi il 5 maggio 1913.

## Galleria d'immagini

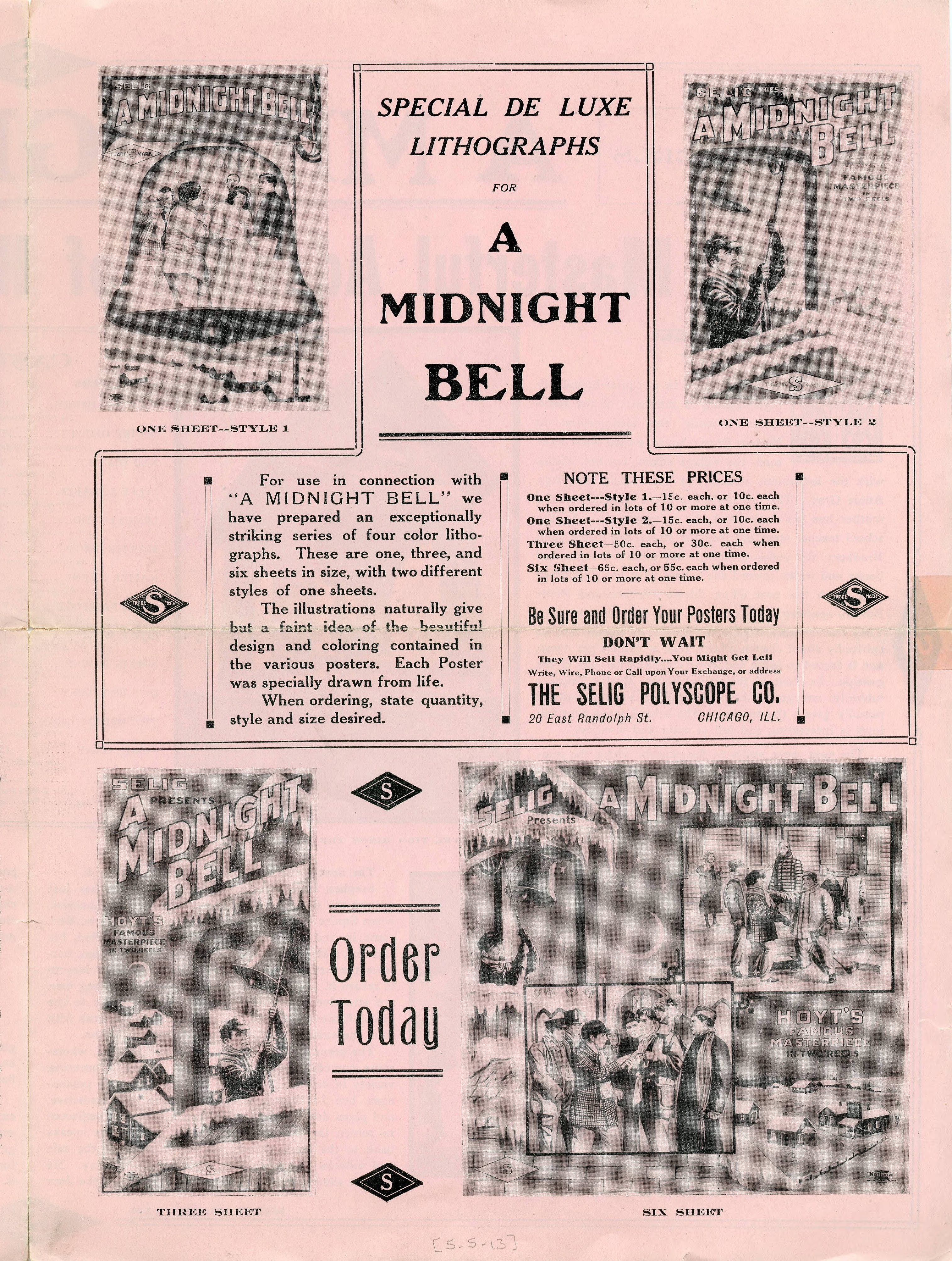
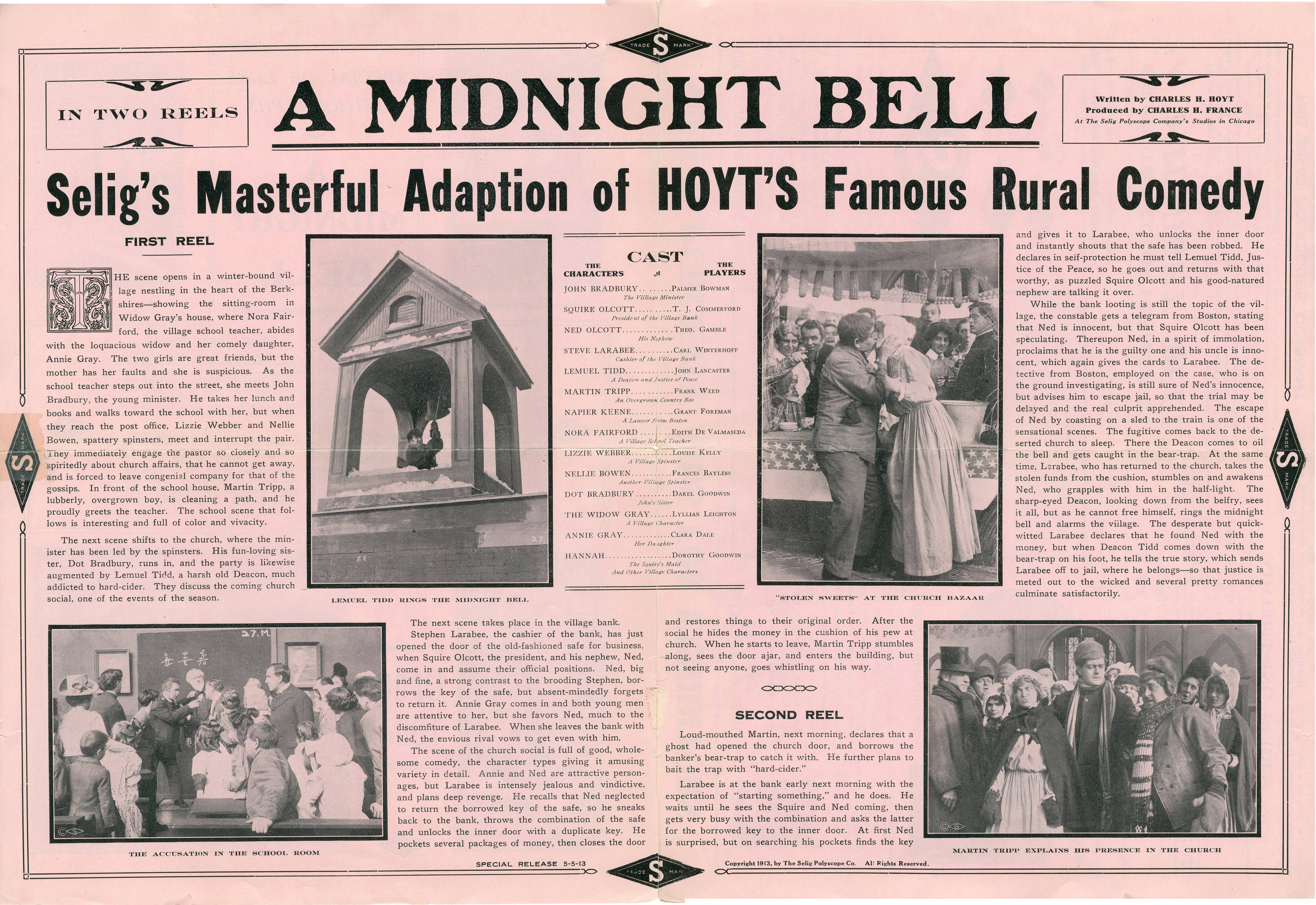
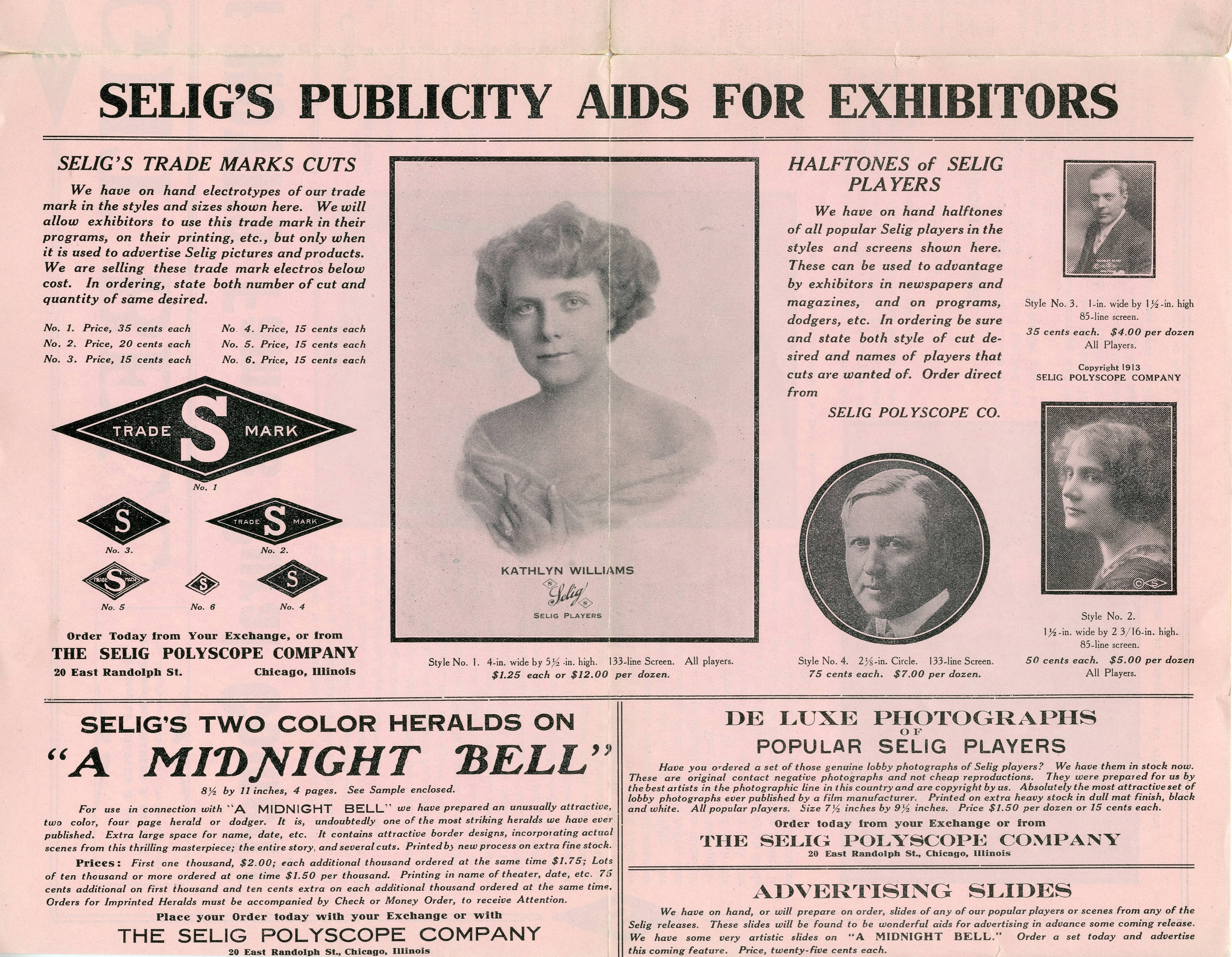
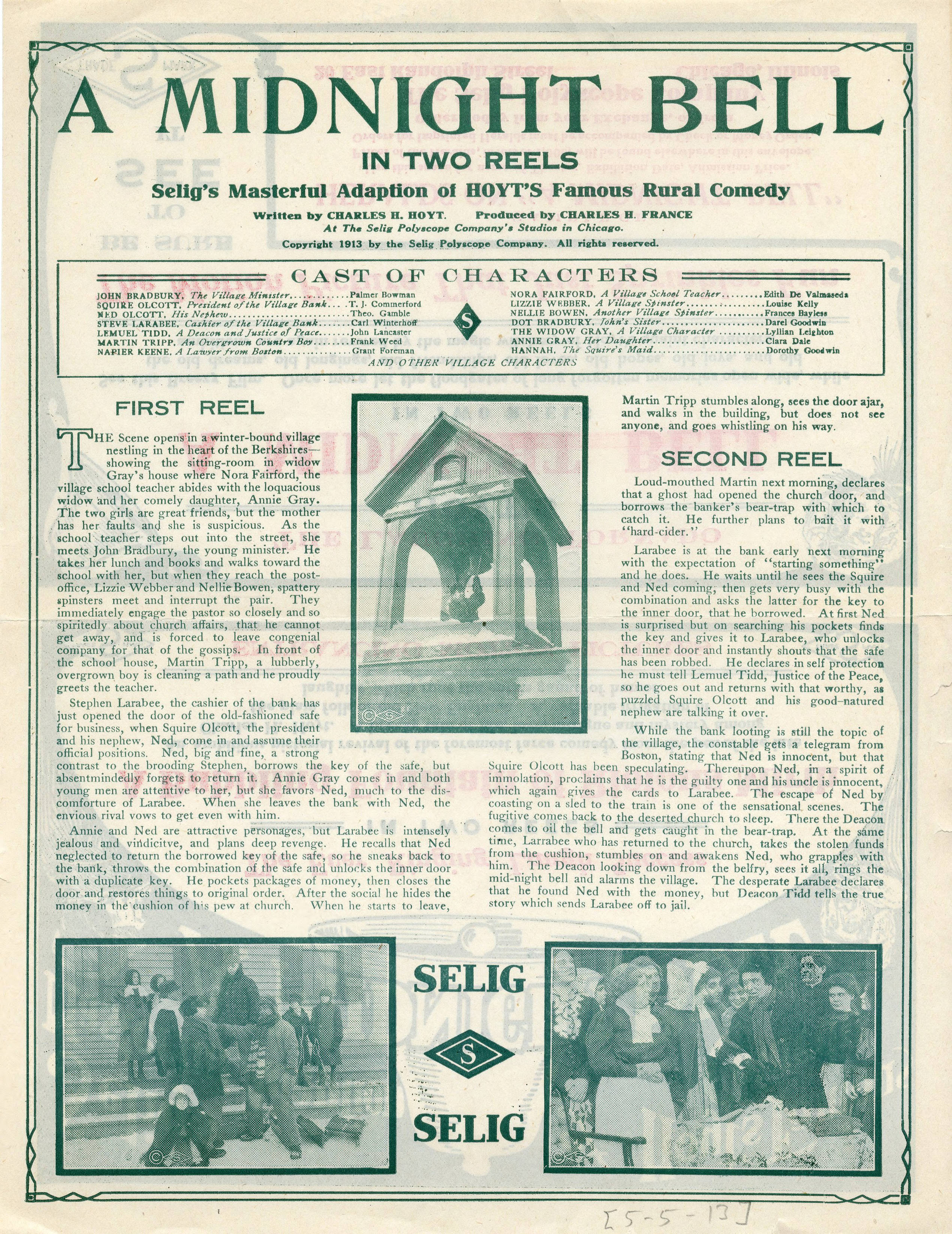